# Championnat de Roumanie de rugby à XV 2022
Navigation
SuperLiga 2021 Liga Națională de Rugby 2023
Le championnat de Roumanie de rugby à XV 2022 ou Liga Națională de Rugby 2022 est la 107e édition de cette compétition. Elle oppose les quatorze meilleures équipes de Roumanie.	

## Contexte
En début d'année, il n'y avait plus que quatre équipes souhaitant s'inscrire dans le championnat professionnel, la Super Liga : les deux principaux clubs de Bucarest (le Dinamo et le Steaua), ainsi que les équipes de Baia Mare et Timișoara. La fédération roumaine prend alors la décision de fusionner la Super Liga avec la Divizia Naționala de Seniori, la deuxième division. 
Une première mouture est ainsi présentée fin mars, regroupant quinze équipes. Finalement, un club va décliner la proposition, le CSU Arad, jugeant que l'écart entre les joueurs professionnels des grands clubs et ses joueurs amateurs trop grand. 
La compétition va se dérouler en trois phases. Lors du premier tour, les clubs sont répartis en deux poules de 7. Ils s'affrontent à une reprise. Les deux meilleurs de chaque poule sont qualifiés pour un second tour, où ils s'affrontent en rencontres aller-retour, puis en phases finales; tandis que les autres équipes sont regroupées dans une poule unique, où ils s'affrontent à une reprise.  
Le 1er mai 2022, le derby de Bucarest opposant le Steaua au Dinamo se déroule au sein du nouvellement inauguré Stadionul Steaua, et se solde par un match nul 23 partout.

## Liste des équipes en compétition
| Baia Mare Dinamo Steaua Timișoara Cluj Alba Iulia Suceava Petroșani Gura Humorului Iași Năvodari Grivița Bârlad Galați |

| Groupe | Équipe                            | Stade                                          | Ville          |
| ------ | --------------------------------- | ---------------------------------------------- | -------------- |
| A      | SCM-USAMVB Timișoara              | Stadionul Gheorghe Rășcanu (en)                | Timișoara      |
| A      | CSM Baia Mare                     | Arena Zimbrilor (en)                           | Baia Mare      |
| A      | CSU Albu Iulia                    | Victoria-Cetate Stadium (en)                   | Alba Iulia     |
| A      | CSU Cluj                          | Parcul Sportiv Universitar Dr. Iuliu Haţieganu | Cluj-Napoca    |
| A      | CSM Bucovina Suceava              | Areni Stadium                                  | Suceava        |
| A      | Știința Petroșani (en)            | Stadionul Știința                              | Petroșani      |
| A      | RC RC Gura Humorului              | Stadionul Tineretului                          | Gura Humorului |
| B      | Dinamo București                  | Stade Arcul de Triumf                          | Bucarest       |
| B      | Steaua București                  | Stadionul Rugby Ghencea                        | Bucarest       |
| B      | CS Politehnica Iași (en)          | Stadionul TEPRO                                | Iași           |
| B      | CS Năvodari                       | Stadionul Flacăra (en)                         | Năvodari       |
| B      | RC Grivița - UNEFS București (en) | Stade Arcul de Triumf                          | Bucarest       |
| B      | RC Bârlad                         | Stadionul de Rugby CSS Barlad                  | Bârlad         |
| B      | CSM Galați                        | Stadionul Municipal de Rugby Gloria            | Galați         |

## Résumé des résultats

### Classement de la phase régulière

#### Poule A
| Rang | Club                      | J | V | N | D | Pm  | Pe  | Diff | Pts |
| ---- | ------------------------- | - | - | - | - | --- | --- | ---- | --- |
| 1    | CS SCM USAMVB Timișoara   | 6 | 6 | 0 | 0 | 492 | 56  | +436 | 30  |
| 2    | CSM Știința Baia Mare (T) | 6 | 5 | 0 | 1 | 409 | 62  | +347 | 25  |
| 3    | CSU Cluj                  | 6 | 4 | 0 | 2 | 339 | 151 | +188 | 20  |
| 4    | CS Știința Petroșani      | 6 | 3 | 0 | 3 | 231 | 193 | +38  | 15  |
| 5    | RC Gura Humorului         | 6 | 2 | 0 | 4 | 74  | 325 | -251 | 8   |
| 6    | CSM Bucovina Suceava      | 6 | 1 | 0 | 5 | 68  | 467 | -399 | 5   |
| 7    | CSU Alba Iulia            | 6 | 0 | 0 | 6 | 50  | 409 | -359 | 1   |

|  | Qualifié pour le second tour (no 1, no 2). |
|  | T : tenant du titre 2021                   |

##### Résultats détaillés
L'équipe qui reçoit est indiquée dans la colonne de gauche.				
| Clubs                   | ALB   | BAI   | CLU   | GUR   | PET   | SUC   | TIM   |
| ----------------------- | ----- | ----- | ----- | ----- | ----- | ----- | ----- |
| CSU Alba Iulia          |       | 3-98  | 0-88  | 13-18 |       |       |       |
| CSM Baia Mare           |       |       |       |       | 54-15 | 95-0  | 13-31 |
| CSU Cluj                |       | 13-35 |       |       | 33-14 | 133-6 |       |
| RC Gura Humorului       |       | 0-114 | 16-55 |       |       | 22-11 | 6-86  |
| CS Știința Petroșani    | 76-14 |       |       | 46-12 |       |       | 14-62 |
| CSM Bucovina Suceava    | 33-14 |       |       |       | 18-66 |       | 0-137 |
| CS SCM USAMVB Timișoara | 96-6  |       | 80-17 |       |       |       |       |

|  | Victoire à domicile |  | Match nul |  | Défaite à domicile |

#### Poule B
| Rang | Club                         | J | V | N | D | Pm  | Pe  | Diff | Pts |
| ---- | ---------------------------- | - | - | - | - | --- | --- | ---- | --- |
| 1    | CSA Steaua                   | 6 | 5 | 1 | 0 | 501 | 57  | +444 | 27  |
| 2    | CS Dinamo București          | 6 | 5 | 1 | 0 | 496 | 59  | +437 | 27  |
| 3    | CS Navodari                  | 6 | 3 | 0 | 3 | 141 | 308 | -167 | 13  |
| 4    | RC Grivița - UNEFS București | 6 | 3 | 0 | 3 | 119 | 297 | -178 | 13  |
| 5    | CS Politehnica Iași          | 6 | 2 | 0 | 4 | 114 | 198 | -84  | 11  |
| 6    | CSM Galați                   | 6 | 2 | 0 | 4 | 120 | 253 | -133 | 10  |
| 7    | RC Bârlad                    | 6 | 0 | 0 | 6 | 71  | 390 | -319 | 1   |

|  | Qualifié pour le second tour (no 1, no 2). |
|  | T : tenant du titre 2021                   |

##### Résultats détaillés
L'équipe qui reçoit est indiquée dans la colonne de gauche.				
| Clubs                        | BAR   | DIN   | GAL   | GRI    | IAS   | NAV   | STE  |
| ---------------------------- | ----- | ----- | ----- | ------ | ----- | ----- | ---- |
| RC Bârlad                    |       | 6-121 | 7-30  |        | 7-52  |       |      |
| CS Dinamo București          |       |       | 97-12 |        | 62-0  | 95-12 |      |
| CSM Galați                   |       |       |       | 12-27  |       | 40-22 | 3-74 |
| RC Grivița - UNEFS București | 22-20 | 6-98  |       |        | 17-10 |       |      |
| CS Politehnica Iași          |       |       | 26-23 |        |       | 17-20 | 6-69 |
| CS Navodari                  | 40-22 |       |       | 44-37  |       |       | 3-97 |
| CSA Steaua                   | 125-9 | 23-23 |       | 113-10 |       |       |      |

|  | Victoire à domicile |  | Match nul |  | Défaite à domicile |

### Play-offs
Ce tour sert à déterminer les têtes de série pour les demi-finales du championnat.
| Rang | Club                      | J | V | N | D | Pm  | Pe  | Diff | Pts |
| ---- | ------------------------- | - | - | - | - | --- | --- | ---- | --- |
| 1    | CSM Știința Baia Mare (T) | 6 | 4 | 0 | 2 | 128 | 127 | +1   | 18  |
| 2    | CSA Steaua                | 6 | 3 | 0 | 3 | 166 | 109 | +57  | 17  |
| 3    | CS Dinamo București       | 6 | 3 | 0 | 3 | 124 | 112 | +12  | 15  |
| 4    | CS SCM USAMVB Timișoara   | 6 | 2 | 0 | 4 | 102 | 172 | -70  | 9   |

|  | Tête de série pour les demi-finales (no 1, no 2). |
|  | T : tenant du titre 2021                          |

#### Résultats détaillés
L'équipe qui reçoit est indiquée dans la colonne de gauche.				
| Clubs                   | BAI   | DIN   | STE   | TIM   |
| ----------------------- | ----- | ----- | ----- | ----- |
| CSM Baia Mare           |       | 18-16 | 10-8  | 38-27 |
| CS Dinamo București     | 23-17 |       | 22-23 | 20-6  |
| CSA Steaua              | 24-30 | 27-28 |       | 52-5  |
| CS SCM USAMVB Timișoara | 29-15 | 21-15 | 14-32 |       |

|  | Victoire à domicile |  | Match nul |  | Défaite à domicile |

### Play-out
| Rang | Club                         | J | V | N | D | Pm  | Pe  | Diff | Pts |
| ---- | ---------------------------- | - | - | - | - | --- | --- | ---- | --- |
| 1    | CSU Cluj                     | 9 | 9 | 0 | 0 | 562 | 97  | +465 | 44  |
| 2    | CS Știința Petroșani         | 9 | 8 | 0 | 1 | 174 | 110 | +64  | 37  |
| 3    | CS Navodari                  | 9 | 7 | 0 | 2 | 384 | 166 | +218 | 34  |
| 4    | CS Politehnica Iași          | 9 | 5 | 0 | 4 | 290 | 120 | +170 | 28  |
| 5    | CSM Galați                   | 9 | 5 | 0 | 4 | 212 | 204 | +8   | 24  |
| 6    | RC Grivița - UNEFS București | 9 | 4 | 0 | 5 | 246 | 225 | +21  | 19  |
| 7    | RC Bârlad                    | 9 | 3 | 0 | 6 | 234 | 257 | -23  | 18  |
| 8    | RC Gura Humorului            | 9 | 2 | 1 | 6 | 207 | 316 | -109 | 12  |
| 9    | CSM Bucovina Suceava         | 9 | 1 | 1 | 7 | 107 | 424 | -317 | 6   |
| 10   | CSU Alba Iulia               | 9 | 0 | 0 | 9 | 47  | 544 | -497 | 0   |

### Phases finales
|  | Demi-finales 27 novembre 2022 | Demi-finales 27 novembre 2022 |                        |    | Finale 4 décembre 2022 | Finale 4 décembre 2022 |
|  | Demi-finales 27 novembre 2022 | Demi-finales 27 novembre 2022 |                        |    | Finale 4 décembre 2022 | Finale 4 décembre 2022 |
|  |                               |                               |                        |    |                        |                        |
|  |                               |                               |                        |    |                        |                        |
|  |                               |                               |                        |    |                        |                        |
|  | CSM Baia Mare                 | 11                            |                        |    |                        |                        |
|  | CSM Baia Mare                 | 11                            |                        |    |                        |                        |
|  | SCM USV Timisoara             | 9                             |                        |    |                        |                        |
|  | SCM USV Timisoara             | 9                             | CSM Baia Mare          | 22 |                        |                        |
|  |                               |                               | CSM Baia Mare          | 22 |                        |                        |
|  |                               | CSA Steaua                    | 15                     |    |                        |                        |
|  | CSA Steaua                    | CSA Steaua                    | 15                     | 25 |                        |                        |
|  | CSA Steaua                    |                               |                        | 25 |                        |                        |
|  | CS Dinamo București           | 15                            |                        |    |                        |                        |
|  | CS Dinamo București           | 15                            | Match pour la 3e place |    |                        |                        |
|  |                               |                               |                        |    |                        |                        |
|  |                               |                               |                        |    |                        |                        |
|  |                               |                               |                        |    |                        |                        |
|  | SCM USV Timisoara             | 18                            |                        |    |                        |                        |
|  | SCM USV Timisoara             | 18                            |                        |    |                        |                        |
|  | CS Dinamo București           | 44                            |                        |    |                        |                        |
|  | CS Dinamo București           | 44                            |                        |    |                        |                        |

#### Finale
| Samedi 4 décembre 2022 14h30 | CSM Baia Mare                                                                                               | 22 - 15 (9 - 10) | CSA Steaua | Stade Arcul de Triumf, Bucarest Arbitre : Alexandru Ionescu |
| Samedi 4 décembre 2022 14h30 | Essai(s) : Papidze 2 Pénalité(s) : Grant 1, Popoaia 3 Carton(s) jaune(s) : Bitsadze 1, Roșu 1, Fakaosilea 1 |                  | Essai(s) : Tweddle 1, Marawa 1 Transformation(s) : Ratu 1 Pénalité(s) : Ratu 1 Carton(s) jaune(s) : Sobota 1, Ratu 1, Nkosikhona 1 | Stade Arcul de Triumf, Bucarest Arbitre : Alexandru Ionescu |
| Samedi 4 décembre 2022 14h30 | |                  | | Stade Arcul de Triumf, Bucarest Arbitre : Alexandru Ionescu |

| Titulaires Paul Popoaia 15 Kefentse Mahlo 14 Sikuea Taliauli 13 Sione Fakaosilea 12 Mihai Lămboiu 11 Miles Grant 10 Alexandru Țiglă 9 Beka Bitsadze 8 Iacob Immelman 7 Alexandru Alexe 6 Marius Dănilă 5 Florian Roșu 4 Revazi Dugladze 3 Levan Papidze 2 Alexandru Savin 1 Remplaçants Timothy Lilomaiava 16 Mihai Dico 17 Iulian Ailincăi 18 Mate Dardzulidze 19 Vlăduț Bocăneț 20 Mihai Mureșan 21 Ștefan Iancu 22 Silviu Grădinariu 23 |  | Titulaires 15 Sioeli Lama 14 Jone Marawa 13 Hinckely Vaovasa 12 Fonovai Tangimana 11 Ionut Dumitru 10 Maravunawasawasa Ratu Taniela 9 Florin Surugiu 8 Eseria Vueti 7 Dragoș Ser 6 Kamil Sobota 5 Damian Strătilă 4 Matthew Tweddle 3 Vasile Balan 2 Vasile Bărdașu 1 Alexandru Savin Remplaçants 16 Tudor Butnariu 17 Marius Lungu 18 Nkosikhona Masuku 19 Jan Roussow 20 Cristi Boboc 21 Sorin Pândichi 22 Daniel Plai 23 Monson Vaovasa |